# Dogliola

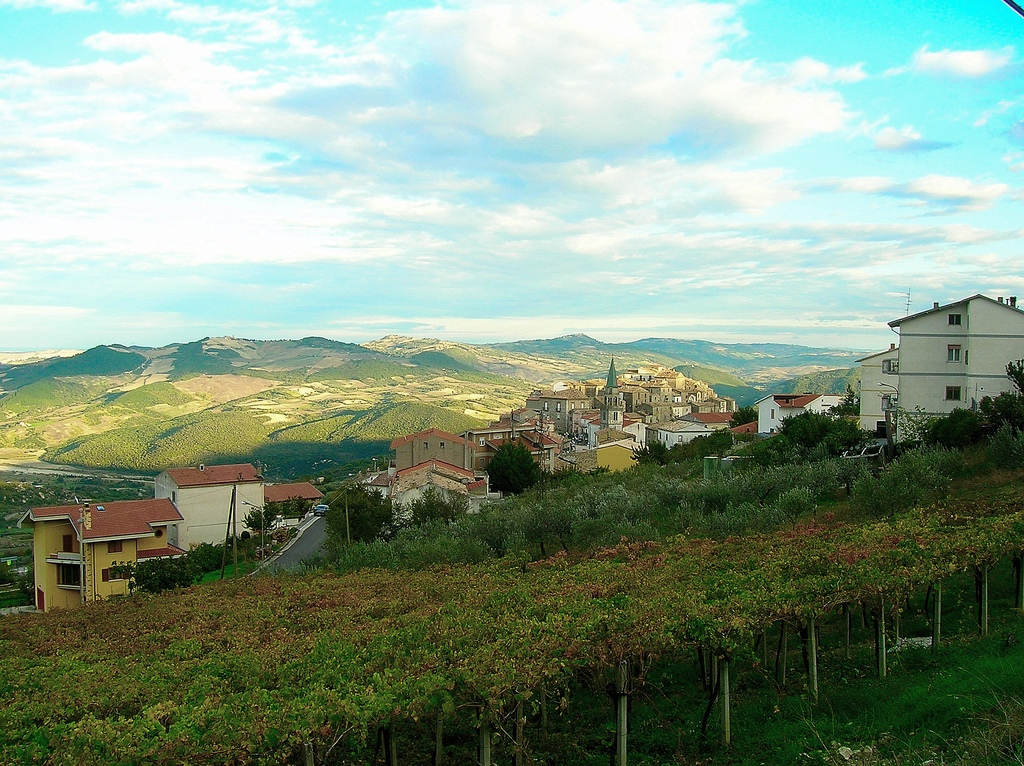
Blick auf Dogliola

Dogliola ist eine Gemeinde (comune) in Italien mit 314 Einwohnern (Stand: 31. Dezember 2023) in der Provinz Chieti in den Abruzzen. Die Gemeinde liegt etwa 59 Kilometer südöstlich von Chieti entfernt, gehört zur Comunità montana Medio Vastese und grenzt unmittelbar an die Provinz Campobasso (Molise). Der Trigno bildet die östliche Gemeindegrenze.

## Geschichte
Ursprünglich – bis in die römische Antike hinein – befand sich am Monte Moro eine Nekropole.
Erstmals urkundlich erwähnt wird der Ort 1115.

## Verkehr
Durch die Gemeinde führt die Strada Statale 650 di Fondo Valle del Trigno von Isernia nach San Salvo.